# Бібіков Василь Миколайович
Василь Миколайович Бібіков (17 січня 1910, місто Пропойськ Могильовської губернії, тепер місто Славгород Могильовської області, Республіка Білорусь — 3 вересня 1992, місто Київ) — радянський військовий діяч, генерал-лейтенант авіації, командувач 69-ї повітряної армії. Кандидат у члени ЦК КПУ в 1960—1961 роках.

## Біографія
Народився 4(17) січня (за іншими даними — 17 жовтня) 1910 року в місті Пропойську.
У 1927 році закінчив шість класів школи, працював чорноробом в порту, магазині, шкіряному синдикаті міста Ленінграду.
У Червоній армії з грудня 1928 року. У 1930 році закінчив Ленінградську військово-теоретичну школу Військово-повітряних сил. У 1931 році закінчив Борисоглібську 2-у військову авіаційну школу льотчиків.
Член ВКП(б) з 1931 року.
Служив у стройових частина Військово-повітряних сил (ВПС) Київського і Московського військових округів, займав посади молодшого льотчика, командира повітряного корабля, загону, бригади, полку. Учасник військових дій у Іспанії з жовтня 1936 року до травня 1937 року на посаді командира авіаційної ланки бомбардувальної авіації.
З грудня 1937 року служив командиром ескадрильї, потім тимчасово виконувачем обов'язків командира авіабригади, з лютого 1938 року — командиром бомбардувального авіаційного полку.
У 1939 році закінчив Липецьку вищу льотно-тактичну школу ВПС.
У серпні 1939 — 1940 р. — старший помічник інспектора ВПС Фронтової (Читинської) групи. Учасник бойових дій на Халхін-Голі.
У 1940 — 1942 р. — командувач ВПС 2-ї Червонопрапорної армії на Далекому Сході. У 1941 році закінчив авіаційні курси вдосконалення начальницького складу при Академії Генштабу.
У липні 1942 — грудні 1944 р. — командувач 11-ї повітряної армії на Далекому Сході. Учасник німецько-радянської війни: у вересні — листопаді 1944 року проходив стажування на 1-му Прибалтійському фронті на посаді командувача 3-ї повітряної армії.
У січні — жовтні 1945 р. — заступник командувача ВПС Далекосхідного (2-го Далекосхідного) фронту. Учасник радянсько-японської війни.
У 1945 — 1947 р. — заступник командувача 1-ї повітряної армії з бойової підготовки.
У 1947 — 1949 р. — слухач Військової академії Генерального штабу імені Ворошилова.
У 1949 — березні 1950 р. — заступник командувача 11-ї (34-ї) повітряної армії Закавказького військового округу із стройової підготовки.
У березні — липні 1950 р. — командувач 34-ї повітряної армії Закавказького військового округу.
У липні 1950 — червні 1953 р. — командувач 59-ї повітряної армії Центральної групи військ.
У червні 1953 — квітні 1955 р. — командувач Військово-повітряних сил Західно-Сибірського військового округу.
У квітні 1955 — березні 1957 р. — командувач Військово-повітряних сил Північно-Кавказького військового округу.
У березні 1957 — жовтні 1959 р. — військовий радник командувача ВПС Народно-визвольної армії Китаю, військовий спеціаліст із ВПС, старший групи радянських спеціалістів ВПС у Народно-визвольній армії Китаю.
У жовтні 1959 — грудні 1960 р. — командувач 69-ї повітряної армії Київського військового округу. У грудні 1960 — березні 1961 р. — у розпорядженні Головнокомандувача ВПС СРСР.
З березня 1961 — у відставці. Проживав у місті Києві, де помер 3 вересня 1992 року. Похований на Байковому цвинтарі.

## Звання
- генерал-майор авіації (17.10.1942)
- генерал-лейтенант авіації (31.05.1954)

## Нагороди
- орден Леніна (1954)
- чотири ордени Червоного Прапора (31.08.1945, 1949,)
- два ордени Червоної Зірки (1944,)
- орден Вітчизняної війни 1-го ст. (6.04.1985)
- медалі